# 캐서린 로이터
캐서린 로이터애더멕(영어: Katherine Reutter-Adamek, /ˈrɔɪtər/, 1988년 7월 30일~)는 미국의 전 쇼트트랙 선수이다. 동계 올림픽에서 2개의 메달(은, 동)을 획득했고, 2011년 선수권 대회 개인 종합 2위와 2010-2011년 ISU 쇼트트랙 월드컵 우승을 차지했다.
2010년 동계 올림픽에서 1000m 은메달, 3000m 계주에서 동메달을 획득했다. 2011년 선수권 대회에서 금메달 1개, 은메달 2개, 동메달 4개를 수상하며 개인 종합 2위로 은메달을 목에 걸었다. 팀 선수권 대회에서는 2개의 동메달을 목에 걸었다.

## 어린 시절
캐서린 로이터는 미국 일리노이주 섐페인에서 태어나 자랐다. 고등학교 재학 중 올림픽 통산 금메달 5개를 획득했던 쇼트트랙 선수 보니 블레어를 만나면서 스케이터의 꿈을 꾸기 시작했다. 이미 4살 때 엄마와 함께 피겨 스케이팅를 배웠지만, 캐서린 로이터 자신은 피겨 기술을 배우기보다 빨리 달리는 것에 더 흥미를 느꼈다고 한다. 2005년에 17세의 나이로 프로 생활을 시작했고, 미시간주 마켓에 있는 올림픽 트레이닝 센터에서 훈련했다. 이듬해 센테니얼 고등학교를 졸업했다. 2007년부터 유타주 솔트레이크시티에서 훈련했고, 2013년 은퇴 후 위스콘신주 밀워키로 거처를 옮기기 전까지 그곳에서 숙소와 식사, 훈련 비용을 자비로 지불했다.

## 경력

### 2008~2009년
대한민국 강릉에서 열린 2008년 세계 쇼트트랙 선수권 대회에서 캐서린 로이터는 3000m에 출전해 5분 46.518초의 기록으로 중국의 저우양과 대한민국의 정은주에 이어 3위를 차지해 동메달을 목에 걸었다.
2009년 2월 독일 드레스덴에서 열린 ISU 쇼트트랙 월드컵에서 1000m에 출전해 1분 29.667초를 기록했다. 이는 전년도에 중국의 왕멍이 세운 세계 기록에 0.2초차 뒤진 것이었다. 2009년 3월 네덜란드 헤렌벤에서 개최된 세계 쇼트트랙 팀 선수권 대회에서 킴벌리 데릭, 앨리슨 두덱, 라나 게링, 제시카 스미스와 함께 동메달을 목에 걸었다.
2008–09 ISU 쇼트트랙 월드컵에서 4개의 은메달을 목에 걸었다. 2009-10 ISU 쇼트트랙 월드컵에서는 1500m에서 2분 23.275초의 기록으로 대한민국의 조해리를 꺾고 1위를 차지했다. 2010년 동계 올림픽을 위한 미국 대표팀 선발전이 2009년 9월 치러졌고, 캐서린 로이터는 1000m와 1500m에서 각각 1위를 차지해 대표팀에 승선했다.

### 2010년 동계 올림픽
캐서린 로이터는 500m 예선 1조에서 44.187초로 1위로 통과했다. 준준결승 1조에서 43.834초의 기록으로 올림픽 기록을 세웠으나, 다음에 치러진 준준결승 2조에서 중국의 왕멍이 43.284초를 뛰며 그 기록은 바로 깨졌다. 준결승 1조에서 늦은 출발로 4위에 그치며 메달 경쟁에서 밀려났다. 여자 500m 전체 7위를 기록했다.
3000m 계주에서 앨리슨 두덱, 앨리슨 베이버, 킴벌리 데릭과 함께 출전했다. 미국 팀은 준결승에서 4분 15.376초를 기록하며 대한민국에 뒤이어 2위를 차지, 결승에 진출했다. 1500m 결승에서는 중국의 저우양, 대한민국의 이은별과 박승희에 밀려 4위를 차지했다. 캐서린 로이터는 준결승에서 왕멍과 몸싸움을 벌이다 엉켜 넘어졌고, 대한민국의 조해리도 같이 넘어졌다. 결국 왕멍은 실격 처리를 받았고 캐서린 로이터와 박승희는 어드밴티지로 결승에 진출했다. 결승전에서도 박승희와 부딪히며 같은 행동을 반복했고, 나중에 두 번의 실수에 대해 다음과 같은 사과의 말을 했다. “내 생각엔 여유 공간이 있었던 것 같았지만 그렇지 않았다. 잘 모르겠다. 그러나 내 주변에 있는 선수들에게 폐를 끼친 점에 대해서는 미안함을 느낀다.” 1000m 예선에서 올림픽 기록을 세우며 조 1위를 차지했다. 그로부터 약 한 시간 반 뒤, 3000m 계주에 앨리슨 베이버, 앨리슨 두덱, 라나 게링과 함께 출전해 대한민국의 실격 덕택으로 동메달을 목에 걸었다. 1000m 결승에서 1분 29.324초를 달려, 1분 29.213초를 기록한 왕멍에게 근소한 차이로 금메달을 내주었다.

### 2010년 세계 쇼트트랙 선수권 대회
불가리아 소피아에서 개최된 2010년 세계 쇼트트랙 선수권 대회에서, 캐서린 로이터는 감기를 이겨내며 1000m, 3000m 계주에서 동메달을 획득했다. 캐서린 로이터가 이번 대회 출전한 첫 경기인 1000m에서 1분 31.747초의 기록으로 왕멍, 조해리에 이어 3위를 차지했다. 그리고 3000m 계주에서는 앨리슨 두덱, 킴벌리 데릭, 라나 게링과 함께 출전해 4분 14.231초의 기록으로 캐나다, 대한민국에 이은 3위를 차지했다. 500m에서는 6위, 1500m와 3000m에서는 각각 4위를 기록했다.

### 2011년 세계 쇼트트랙 선수권 대회
2011년 세계 쇼트트랙 선수권 대회는 영국 셰필드에서 열렸으며, 캐서린 로이터는 금메달 1개, 은메달 2개, 동메달 1개를 목에 걸었다. 출전한 모든 경기에서 총 68포인트를 얻어 종합 2위를 기록했다. 캐서린 로이터가 이번 대회 출전한 첫 경기인 1500m에서 대한민국의 박승희와 조해리를 밀어내고 2분 33.978초의 기록으로 금메달을 차지했다. 캐서린 로이터의 금메달은 1986년 보니 블레어 이후에 처음으로 세계 선수권에서 미국 여자 선수가 따낸 금메달이었다. 1500m 이후 3000m 계주에도 출전했으나 준결승 레이스 중 캐서린 로이터 자신이 미끄러지면서 미국 팀은 결승에 진출하지 못했다. 이후 출전한 500m에서는 준결승에 머물렀고, 전체 6위를 기록했다. 1000m에서 레인 블록에 걸려 넘어졌지만 2분 23.268초의 기록으로 조해리와 이탈리아의 아리안나 폰타나에 이은 3위를 차지했다. 캐서린 로이터가 출전한 대회 마지막 경기인 3000m에서 5분 13.353초를 기록한 조해리와 근소한 차이인 5분 13.677초로 결승점에 들어와 금메달을 놓쳤다.

### 2013년 은퇴
잦은 부상으로 힘들어 했던 캐서린 로이터는 2013년 초에 24세의 나이로 은퇴를 발표했다. 그 후 페팃 국립 빙상 센터의 코치가 되었다.

### 2016년 복귀
2016년 중반, 캐서린 로이터는 대한민국 평창에서 열리는 2018년 동계 올림픽에 출전하는 것을 목표로 하여 선수로서의 복귀를 발표하고, 밀워키에 있는 페팃 센터에서 훈련했다. 그러나 그녀의 꿈은 뇌진탕으로 인해 2017년 올림픽 전의 예선전에 출전하지 못하면서 좌절되었고, 그녀는 결국 다시 은퇴하는 길을 택했다.

## 방송 출연 및 후원사
2009년 12월 14일 코미디 센트럴의 《콜베어 르포》에 게스트로 출연했다. 프로그램 진행 중에 진행자 스티븐 콜베어가 로이터의 제안으로 즉석에서 허벅지에 서명을 해주는 퍼포먼스를 했다. 이후 로이터의 웹사이트에서는 캐서린이 아닌 매니저의 아이디어였으며, 사전에 콜베어와 함께 준비했었다고 말했다. 미국 스피드스케이팅 대표팀 후원사였던 네덜란드 DSB 은행이 파산하면서 지원이 끊기자, 스티븐 콜베어는 대표팀을 위한 성금 모금을 진행했다.
2018년 올림픽 준비 당시 TLC 더 리틀턴 클리닉, 로젠커터 울트라 피트니스 앤드 퍼포먼스 등의 후원을 받았다. 그 이전의 스폰서로는 U.S. 스피드스케이팅, 버라이즌, 아이케어 20/20(EyeCare 20/20), 바이오에너지 리보스(Bioenergy Ribose), 나이키, 오클리, 섐페인 경찰국 등이 있었고, 후원 받은 비용 중 일부는 유타에서의 훈련 비용으로 썼다.

## 개인사
로이터는 동기 부여 강사로 활동하면서 현재 남편 마크 애더멕(영어: Mark Adamek)과 함께 살고 있다. 차후 동기 부여에 관련된 책을 출판할 계획이 있다고 밝혔다.